# Roquetaillade-et-Conilhac
Roquetaillade-et-Conilhac is een gemeente in het Franse departement Aude (regio Occitanie). De plaats maakt deel uit van het arrondissement Limoux. Roquetaillade-et-Conilhac is op 1 januari 2019 ontstaan door de fusie van de gemeenten Conilhac-de-la-Montagne en Roquetaillade. 

## Geografie

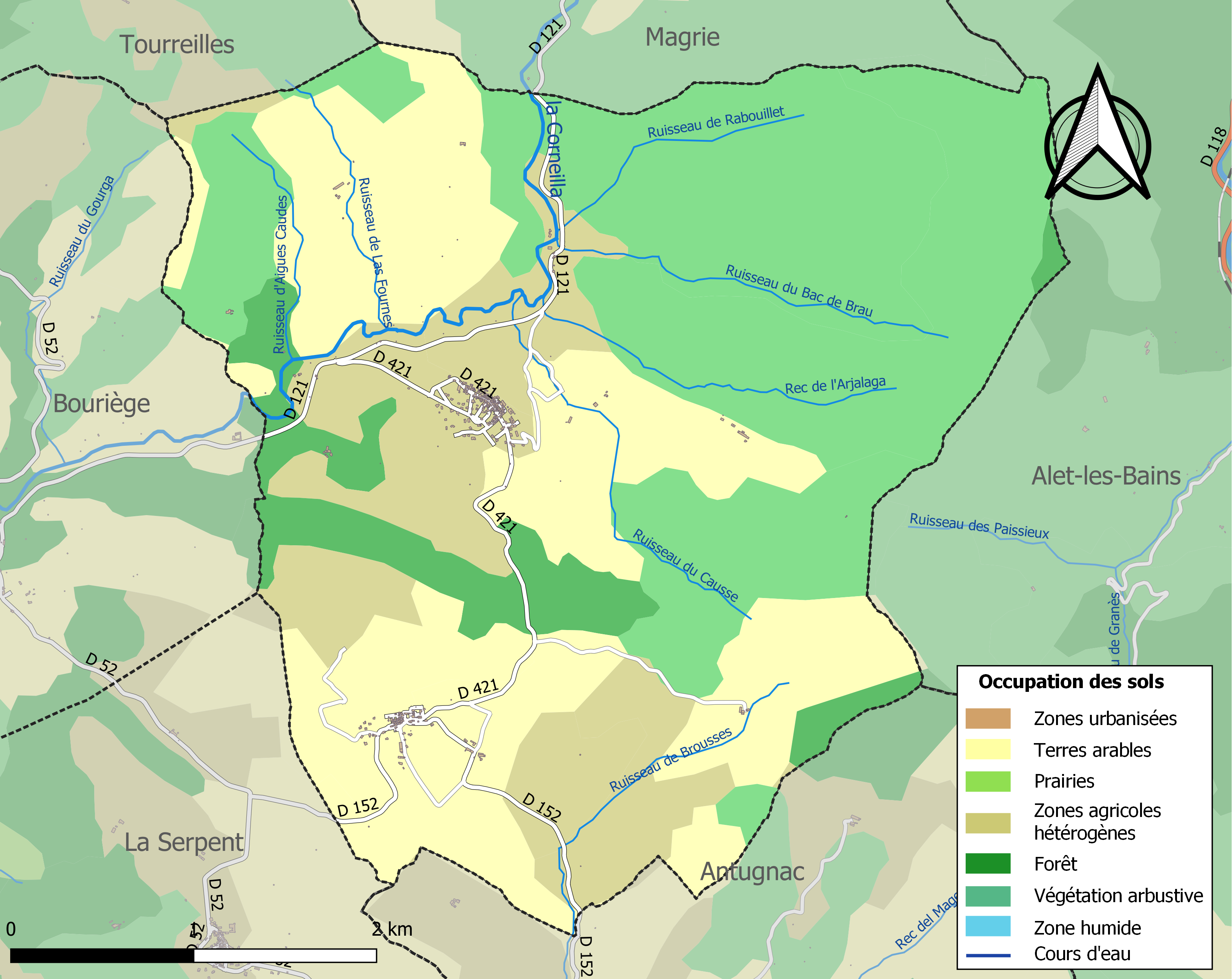
Kaart van de gemeente met de belangrijkste infrastructuur, bodemgebruik en omliggende gemeenten

1. ↑  Populations de référence 2022.